# Robert-Daniel Ghiță
Robert-Daniel Ghiță (n. 15 decembrie 1981) este un senator român, ales în 2024 din partea POT. 